# Princeza i žabac
Princeza i žabac (eng. The Princess and the Frog) je američki obiteljski animirani film iz 2009. godine baziran na E.D. Bakerovoj noveli Žablja princeza koja je pak inspirirana bajkom Braće Grimm Žablji princ. Pretpremijera filma održana je u New Yorku i Los Angelesu 25. studenog 2009., dok je svjetska premijera bila 11. prosinca 2009. diljem SAD-a. Ovo je 49. animirani Disneyjev klasik i prvi tradicionalni animirani film (u 2D animaciji) nakon Pobune na farmi iz 2004. godine. Redatelji filma su John Musker i Ron Clements koji su i prije režirali Miš - velik detektiva, Malu sirenu, Aladina, Herkula, i Planet s blagom. Glazbu sklada i potpisuje Randy Newman, dok su glasove u originalnoj verziji posudili Anika Noni Rose, Oprah Winfrey, Keith David, Jim Cummings, John Goodman, Jenifer Lewis, Bruno Campos, Michael-Leon Wooley, Peter Bartlett i Terrence Howard. Tijana (eng. Tiana), glavni lik,  je prva afroamerička princeza u nekom od Disneyjevih filmova.
Radnja filma se usredotočuje na princa Nevena (eng. Naveen) koji dolazi iz zemlje Maldonije i kojeg je zli doktor Vještac pretvorio u žapca. Princ poljubi djevojku Tijanu misleći da je ona princeza i da će ga osloboditi zle čarolije. Poljubac ne poništava zle čine već i Tijanu pretvara u žabu. Zajedno, njih dvoje moraju doći do dobre voodoo kraljice Mame Odie koja se nalazi u najmračnijem i najudaljenijem dijelu Bayoua. Usput će se sprijateljiti s aligatorom Louisom koji je trubač i ljubitelj jazza te s beznadno romantičnim svicem Rayom.
Film, koji je produciran pod radnim imenom Žablja princeza (eng.The Frog Princess), je jedna američka bajka, sa značajkama Broadwayskog mjuzikla, pokazuje New Orleans 1920-ih. 2. veljače film je dobio tri nominacije za Oskara - za najbolji animirani film i dvije za najbolju originalnu pjesmu. Također je nominiran za Zlatni globus za najbolji animirani film.

## Hrvatska sinkronizacija
Hrvatsku sinkronizaciju radila je Livada, produkcijska kuća Continental filma.
| Lik                  | Engleska verzija    | Hrvatska verzija      |
| -------------------- | ------------------- | --------------------- |
| Princeza Tiana       | Anika Noni Rose     | Vanda Winter          |
| Princ Naveen         | Bruno Campos        | Ivan Glowatzky        |
| Dr. Vještac          | Keith David         | Dražen Bratulić       |
| Louis                | Michael-Leon Wooley | Mladen Bradovinac     |
| Charlotte            | Jennifer Cody       | Ana Kraljević         |
| Ray                  | Jim Cummings        | Ljubomir Kerekeš      |
| Lawrence             | Peter Bartlett      | Aleksandar Cvjetković |
| Mama Odie            | Jennifer Lewis      | Lela Margitić         |
| Eudora               | Oprah Winfrey       | Vanda Vujanić         |
| James                | Terrence Howard     | Robert Ugrina         |
| «Big Daddy» La Bouff | John Goodman        | Zvonimir Zoričić      |
| mlada Tiana          | Elizabeth Dampier   | Eva Podolski          |
| mlada Charlotte      | Breanna Brooks      | Rebeka Šantek         |

## Unutarnje poveznice
- Disneyjevi klasici

## Vanjske poveznice
- Princeza i žabac - službene stranice (engl.)
- Princeza i žabac u internetskoj bazi filmova IMDb-a (engl.)
- Princeza i žabac na Rotten Tomatoes (engl.)
- Princeza i žabac na Box Office Mojo (engl.)